# Seythenex
Seythenex é uma ex-comuna francesa na região administrativa da Alta Saboia, região de Auvérnia-Ródano-Alpes. Estendeu-se por uma área de 33,41 km². Em 2010 a comuna tinha 602 habitantes (densidade: 18 hab./km²).
Em 1 de janeiro de 2016 foi fundida com a comuna de Faverges para a criação da nova comuna de Faverges-Seythenex.